# Соколовский, Сергей Владимирович (пловец)
Сергей Владимирович Соколовский (род. 19 января 1969, Красноярск-45, Красноярский край, СССР) — советский пловец-брассист. Серебряный призёр чемпионата Европы, многократный чемпион и призёр чемпионатов СССР. Рекордсмен СССР. Член сборной команды СССР 1985—1990 годов. Мастер спорта СССР международного класса (1987).

## Биография
Начал заниматься плаванием в 1977 году в Красноярскской ДЮСШ под руководством В.М. Авдеева. В 1989 году окончил Омский институт физической культуры.

## Карьера
| Место | Соревнование                      | Дисциплина  |
| ----- | --------------------------------- | ----------- |
| 2     | Чемпионат Европы 1987             | 200 м брасс |
| 1     | Чемпионат СССР 1987               | 200 м брасс |
| 1     | Чемпионат СССР 1987 короткая вода | 200 м брасс |
| 1     | Чемпионат СССР 1988 короткая вода | 200 м брасс |

Трёхкратный чемпион и многокрвтный призёр СССР.
Чемпион и призер Спартакиады народов СССР. 
Рекордсмен СССР.
Победитель матчевых встреч СССР — ГДР (1986, 200 м брасс — 2:18.75).